# Pseudophilautus ocularis
Espèce
Synonymes
- Philautus ocularis Manamendra-Arachchi & Pethiyagoda, 2005

Statut de conservation UICN

 CR B1ab(iii) : 
En danger critique
Pseudophilautus ocularis est une espèce d'amphibiens de la famille des Rhacophoridae.

## Répartition
Cette espèce est endémique du Sri Lanka. Elle se rencontre entre 1 060 et 1 270 m d'altitude dans l'est de la réserve forestière de Sinharâja,.

## Description
Pseudophilautus ocularis mesure de 29 à 32 mm pour les mâles et de 23 à 34 mm pour les femelles. Son dos est vert foncé avec des taches noires. Son ventre est gris.

## Étymologie
Son nom d'espèce, du latin ocularis, « des yeux », lui a été donné en référence à ses yeux d'un beau jaune doré.

## Publication originale
- Manamendra-Arachchi & Pethiyagoda, 2005 : The Sri Lankan shrub-frogs of the genus Philautus Gistel, 1848 (Ranidae: Rhacophorinae), with description of 27 new species. The Raffles Bulletin of Zoology, Supplement Series no 12, p. 163-303 (texte intégral).